# Цона Цумари (Лече)
Цона Цумари (итал. Zona Zummari) је насеље у Италији у округу Лече, региону Апулија.
Према процени из 2011. у насељу је живело 42 становника. Насеље се налази на надморској висини од 40 м.